# Bretone
Der Bretone ist eine Pferderasse, die aus der Bretagne stammt und heute noch in den Staatsgestüten Haras national de Lamballe des Ortes Lamballe an der bretonischen Nordküste und Haras National de Hennebont in dem gleichnamigen Ort der bretonischen Südküste gezüchtet wird. Sie enthält drei Typen: das schwere Trait Breton – ein Zugpferd –, das etwas kleinere und leichtere Petit Trait Breton und das Postier, das bretonische Postpferd.

Hintergrundinformationen zur Pferdebewertung und -zucht finden sich unter: Exterieur, Interieur und Pferdezucht.

## Exterieur
Das Trait Breton besitzt einen breiten, kraftvollen, gut bemuskelten Rumpf, einen kurzen, sehr starken Hals und kurze Beine ohne Fesselbehang. Seine gesamte Erscheinung wirkt kraftvoll und stämmig. Sein Stockmaß liegt bei ca. 160 cm.
Das Petit Trait Breton ähnelt dem Zugpferd stark, ist aber mit einem Stockmaß von 150 cm etwas kleiner und auch etwas leichter gebaut. Es wird gern zur Kreuzung mit bodenständigen Rassen in Italien, Spanien und Griechenland eingesetzt.
Das gegenüber dem Trait Breton etwas leichter und trockener gebaute Postier erreicht ebenfalls ein Stockmaß von 150–160 cm. Es ähnelt eher einem schweren Warmblut als einem Kaltblut und besitzt elegantere und schwungvollere Gänge.

## Interieur
Der Bretone ist als typisches Zug- und Kutschpferd ein gutmütiges und leistungsbereites Pferd. Das schwerfällige Äußere kann jedoch leicht täuschen, denn er entwickelt eine beachtliche Schnelligkeit und Wendigkeit.

## Zuchtgeschichte
Die Bretagne ist seit Jahrhunderten ein renommiertes französisches Zuchtgebiet für Pferde. Von hier stammt der Bretone, von dem es in früheren Jahrhunderten vier unterschiedliche Typen gab, heute allerdings nur noch drei, den schweren Trait Breton, das etwas kleinere Petit Trait Breton und den etwas trockeneren zum Warmbluttyp neigenden Postier. Das Trait Breton ist ein kompakter, schwergewichtiger Kaltblüter, der auf den Einfluss von Ardennern, Percherons und Boulonnais zurückgeht.
Die Rasse entwickelte sich angeblich aus Pferden, die von keltischen Kriegern gehalten wurden, und blieb lange Zeit nahezu unverändert, bis es während der Kreuzzüge zu Einkreuzungen mit orientalischem Blut kam. Dies führte zur Entwicklung des bretonischen Bidet, und bis zum Ende des Mittelalters hatten sich zwei verschiedene Typen des Bretonen herausgebildet: der Sommier und der Rossier. Der Sommier war der schwerere Typ, der Rossier dagegen war als leichteres Reitpferd und für seine schönen Gänge bekannt.
Der leichter gebaute Postier geht auf die Einkreuzung von Norfolk Trottern und Hackneys zurück. Auch er eignet sich für landwirtschaftliche Arbeiten, vor allem in steilen Weinbergen, in denen keine Mechanisierung möglich ist, doch wird er auch gerne als Sportpferd eingesetzt, vor allem im Fahrsport. Auch wird er als wohlschmeckender Fleischlieferant geschätzt.